# Кой-Эли
Кой-Эли́ (укр. Кой-Елі, крымскотат. Qoy Eli, Къой Эли) — исчезнувшее село в Белогорском районе Республики Крым, на месте современного села Васильевка.

## История
Первое документальное упоминание села встречается в Камеральном Описании Крыма… 1784 года, судя по которому, в последний период Крымского ханства Кой Эли входил в Ширинский кадылык Кефинского каймаканства. После присоединения Крыма к России 8 февраля 1784 года, деревня была приписана к Левкопольскому (с 1787 года — Феодосийскому) уезду Таврической области. После Павловских реформ, с 1796 по 1802 год, воходила в Акмечетский уезд Новороссийской губернии. По новому административному делению, после создания 8 (20) октября 1802 года Таврической губернии, Кой-Эли был включён в состав Уроскоджинской волости Феодосийского уезда.
Согласно Ведомости о числе селений… состоящих в Феодсийском уезде… 1805 года, в деревне Куеч числился 21 двор и 191 житель, исключительно крымских татар. На военно-топографической карте 1817 года обозначена деревня Кой-Эли с 6 дворами. На карте 1836 года — развалины Кой-Эли, а на карте 1842 года деревня Кой-Эли обозначена условным знаком «малая деревня», то есть, менее 5 дворов.
В «Списке населённых мест Таврической губернии по сведениям 1864 г.», составленном по результатам VIII ревизии 1864 года, Кой-Эли — хутор с 2 дворами и 5 жителями — видимо, уже имение помещика Дульветова, из которого позже выросла деревня Васильевка.